# 釜山水库
釜山水库是中国安徽省滁州市天长市境内的一座水库，位于淮河水系白塔河上，建于1972年。水库正常库容为4850万立方米，集雨面积为244平方千米，海拔为27.5米。